# Hieronim de Angelis
Hieronim de Angelis SJ, wł. Girolamo De Angelis (ur. 1568 w Castrogiovanni, zm. 4 grudnia 1623 w Edo w Japonii) – błogosławiony Kościoła katolickiego, męczennik, prezbiter z zakonu jezuitów, ofiara prześladowań antykatolickich w Japonii, zamordowany z nienawiści do wiary (łac. in odium fidei).

## Życiorys
W okresie studiów prawniczych, które odbywał w Palermo, przeszedł ćwiczenia ignacjańskie, co zaowocowało wstąpieniem do Towarzystwa Jezusowego 2 lutego 1586 roku w Mesynie. Jako kleryk, towarzysząc ojcu Karolowi Spinoli, wziął udział w nieudanej próbie podjęcia misji w Brazylii. Statek porwany został przez Anglików, a misjonarze uwięzieni. Po uwolnieniu wrócili do Lizbony i Hieronim de Angelis, ukończywszy studia teologiczne, otrzymał święcenia kapłańskie. W 1599 roku podjął kolejną wyprawę misyjną, także towarzysząc o. Karolowi Spinoli, kierując się do Japonii przez Malakkę i Makau dotarł do Nagasaki trzy lata później. Na terenie Fushimi pełnił obowiązki superiora, a z kolei w Shizuoka utworzył centrum misyjne.
Dekret wydany przez sioguna Hidetadę Tokugawę, na mocy którego pod groźbą utraty życia wszyscy misjonarze mieli opuścić kraj, a praktykowanie i nauka religii zostały zakazane, zapoczątkował trwające kilka dziesięcioleci krwawe prześladowania chrześcijan. Kiedy Hieronim de Angelis zajęty był organizowaniem kolejnego domu zakonnego w Edo, rozpoczęły się represje. Mimo zakazu i grożących sankcji kontynuował realizację powołania, ewangelizując w przebraniu kupca na terenie Nagasaki i północy kraju, a także niosąc pomoc wysiedleńcom w Tsugaru. Do Edo przybył w 1621 roku i przedstawił gubernatorowi plany swojej działalności. Aresztowany został na fali eskalacji represji zainicjowanych przez sioguna Iemitsu Tokugawę. Przebywając w więzieniu, udzielił chrztu ośmiu współwięzionym. 4 grudnia 1623 roku na drodze z Edo do Meaco wykonano wyrok wydany przez sioguna na Hieronimie de Angelis, którego wraz z franciszkaninem Franciszkiem Galvezem oraz katechistą Szymonem Yempo żywcem spalono.

## Znaczenie
Hieronim de Angelis znalazł się w grupie 205 męczenników japońskich beatyfikowanych 7 lipca 1867 roku w Rzymie przez papieża Piusa IX.
Jest patronem Enny, natomiast atrybutem męczennika jest palma. W Ennie w kościele pod wezwaniem św. Marka znajduje się relikwia czaszki Hieronima de Angelis.
Dzienna rocznica śmierci jest dniem, kiedy wspominany jest w Kościele katolickim. Był pierwszy misjonarzem, który dotarł do Edo i pierwszym ewangelizatorem Hokkaido.